# Attilio Beltramino
Attilio Beltramino (Volvera, 19 marzo 1901 – Tosamaganga, 3 ottobre 1965) è stato un missionario e vescovo cattolico italiano.

## Biografia
Abbracciò la vita religiosa tra i missionari della Consolata e fu ordinato prete nel 1924.
Fu missionario prima in Kenya e poi in Tanganica, dove nel 1936 succedette a Francesco Cagliero come prefetto apostolico di Iringa. La prefettura fu elevata a vicariato apostolico nel 1948 e Beltramino fu innalzato all'episcopato. Fu trasferito alla sede residenziale di Iringa nel 1953.
Diede impulso alle opere di apostolato e scolastiche e consolidò il seminario. Fondò la congregazione indigena dei Servi del Cuore Immacolato di Maria e sviluppò quella delle suore teresine.
Fu eletto ai capitoli generali della congregazione del 1939 e del 1959. Presenziò a due sessioni del Concilio Vaticano II.
Morì sessantaquattrenne a causa di un infarto.

## Genealogia episcopale
La genealogia episcopale è:
- Cardinale Scipione Rebiba
- Cardinale Giulio Antonio Santori
- Cardinale Girolamo Bernerio, O.P.
- Arcivescovo Galeazzo Sanvitale
- Cardinale Ludovico Ludovisi
- Cardinale Luigi Caetani
- Cardinale Ulderico Carpegna
- Cardinale Paluzzo Paluzzi Altieri degli Albertoni
- Papa Benedetto XIII
- Papa Benedetto XIV
- Papa Clemente XIII
- Cardinale Bernardino Giraud
- Cardinale Alessandro Mattei
- Cardinale Pietro Francesco Galleffi
- Cardinale Giacomo Filippo Fransoni
- Cardinale Carlo Sacconi
- Cardinale Edward Henry Howard
- Cardinale Mariano Rampolla del Tindaro
- Cardinale Rafael Merry del Val
- Cardinale Arthur Hinsley
- Arcivescovo David James Mathew
- Vescovo Attilio Beltramino, I.M.C.